# Плоско-Таранівка
Пло́ско-Тара́нівка (в минулому — Плоске, Таранівка, Новоселівка) — село в Україні, у Кам'янському районі Дніпропетровської області.
Входить до складу Лихівської селищної громади. Населення — 9 мешканців.

## Географія
Село Плоско-Таранівка знаходиться на відстані 0,5 км від села Плоске. По селу протікає пересихаюча Балка Жаб'яча з загатою.

## Історія
За даними на 1859 рік у власницькому селі Троїцької волості Верхньодніпровського повіту Катеринославської губернії налічувалось 32 дворових господарства, мешкало 239 осіб (105 чоловічої статі та 134 — жіночої).
Станом на 1886 рік мало 45 дворів, 281 мешканця, існувало 2 лавки.
1908 року населення зросло до 408 осіб (311 чоловік та 97 — жінки), налічувалось 71 дворове господарство.

## Населення

### Мова
Розподіл населення за рідною мовою за даними перепису 2001 року:
| Мова       | Відсоток |
| ---------- | -------- |
| українська | 100 %    |